# Hetelingen

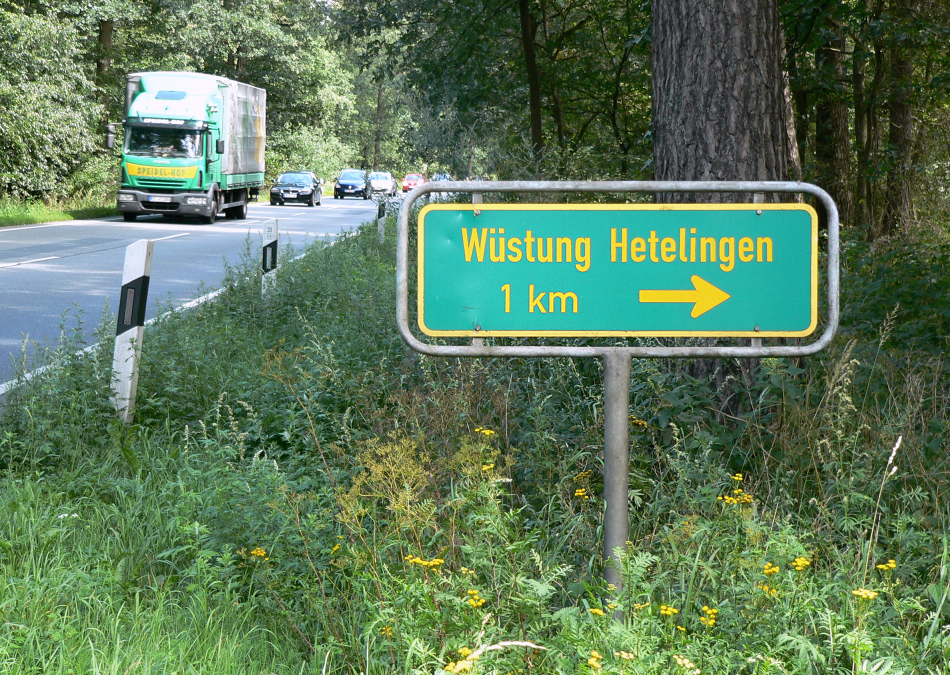
Hinweisschild zur Wüstung an der B 188

Hetelingen ist eine wüst gefallene Siedlung nahe der B 188 rund 5 km östlich von Burgdorf in Niedersachsen. Sie gehört zu einer Reihe von Ortswüstungen rings um Burgdorf, die im Mittelalter wüst fielen.

## Beschreibung
Geschichtliche Überlieferungen zur früheren Siedlung, wie Gründungsjahr oder Zeitpunkt der Aufgabe, sind nicht bekannt. Archäologische Ausgrabungen förderten Gebäudeschutt und Keramik des 14. Jahrhunderts zu Tage. Außerdem wurde eine aus Muschelkalk geschlagene Plastik einer Madonna gefunden. Eine weitere gefundene Figur bestand aus Sandstein. Die gefundenen sakralen Gegenstände weisen darauf hin, dass sich an dieser Stelle eine Kirche befunden hat, die wahrscheinlich Anfang des 15. Jahrhunderts aufgegeben wurde.

## Überreste

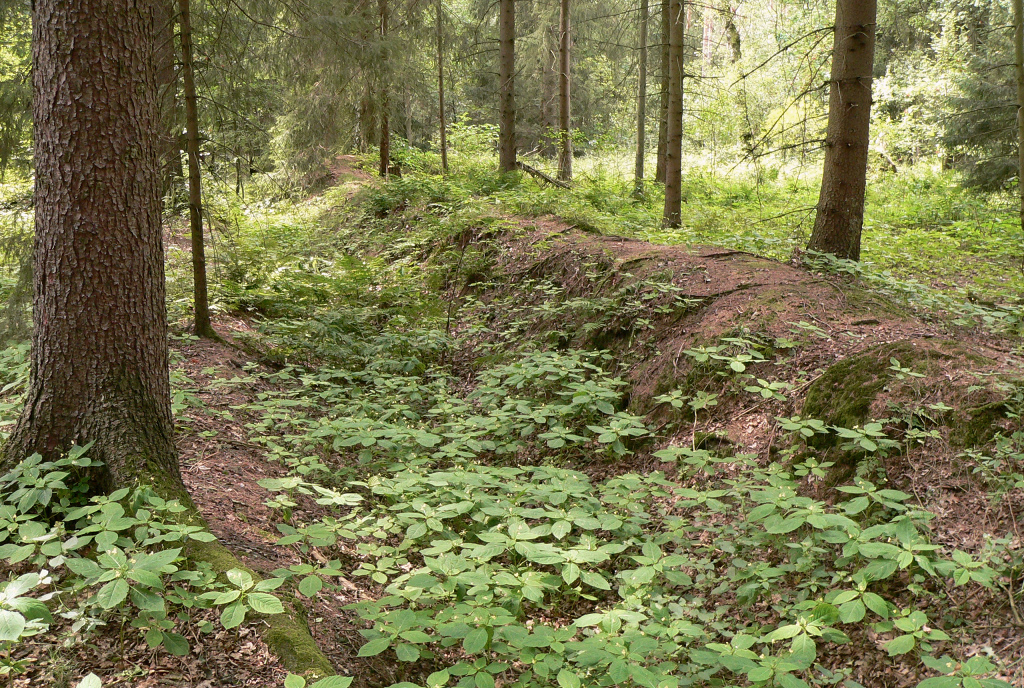
Wall- und Grabenrest oder Erdeinfriedung

Die Wüstung liegt im Waldgebiet des Burgdorfer Holzes. Von der früheren Ansiedlung ist im Gelände eine kreisrunde Erhebung von etwa 50 Metern Durchmesser sichtbar, die von einem Forstweg durchschnitten ist. Die Erhebung ist von einem kleinen Wall und teilweise von einer Vertiefung umgeben, in der früher ein Gewässer floss. Die Stelle trägt den geschichtlich überlieferten Namen Hehlen Kirchhof, was auf das frühere kirchliche Gebäude hinweist. Um die Kirche herum lagen die früheren Gebäude der Siedlung, von denen im Gelände noch flache Erhebungen sichtbar sind. Im weiteren Umkreis finden sich im Wald Erdwälle, bei denen es sich um Einhegungen für Vieh oder Pflanzgärten gehandelt haben könnte.
Heute befindet sich innerhalb des Walls eine Informationstafel. Auf dem Boden liegen zwei größere Findlingssteine, die mit Inschriften auf den Standort der dort vorhandenen Kirche hinweisen.

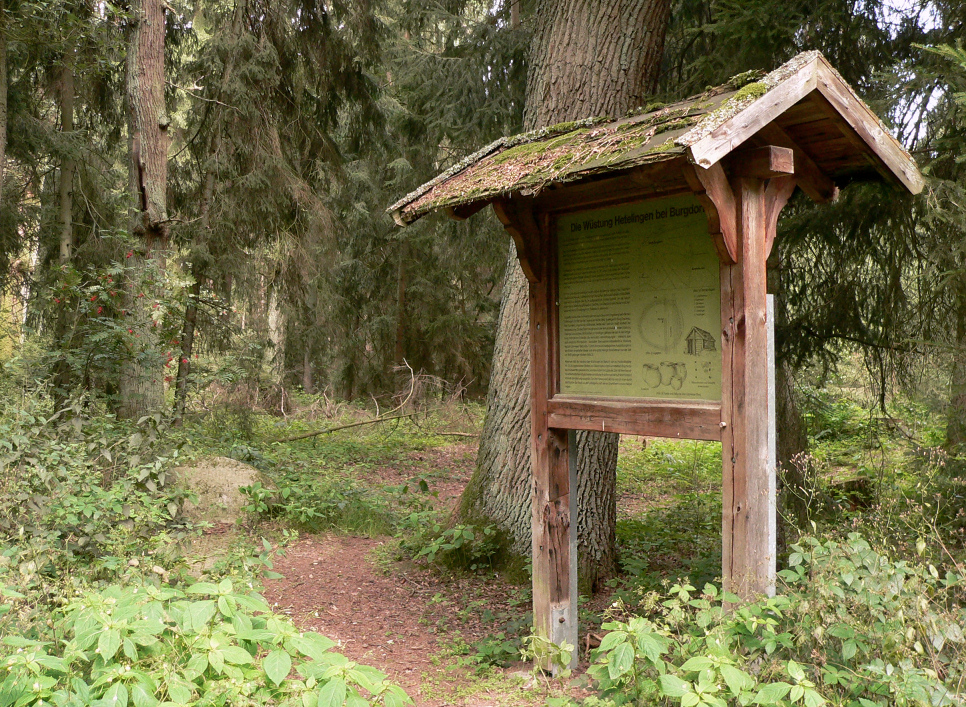
Informationstafel an der Wüstungsstelle
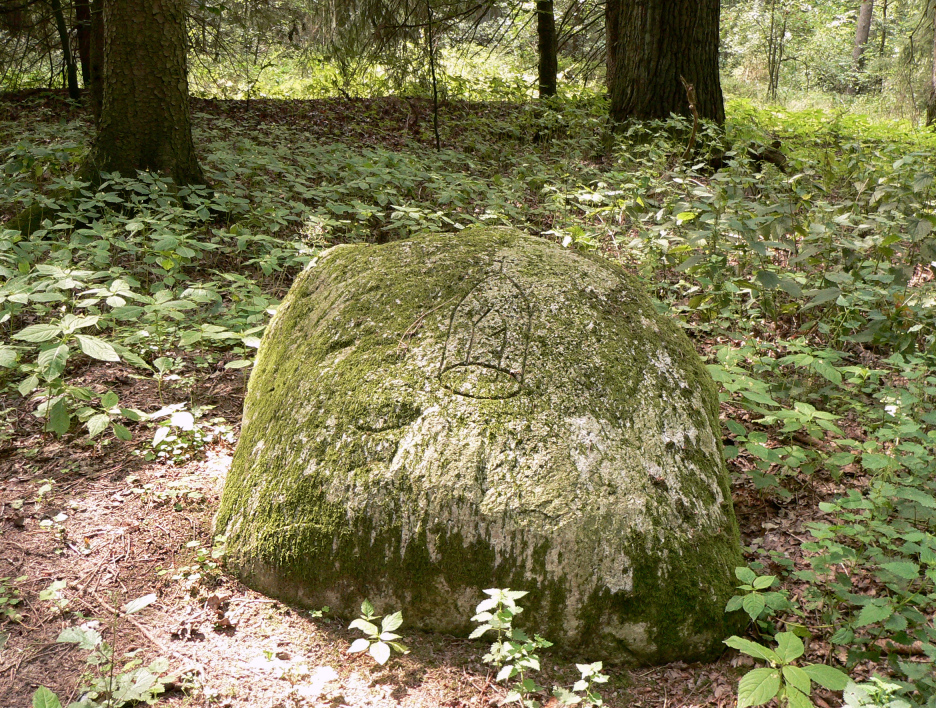
Findlingsstein mit symbolischer Kirchendarstellung
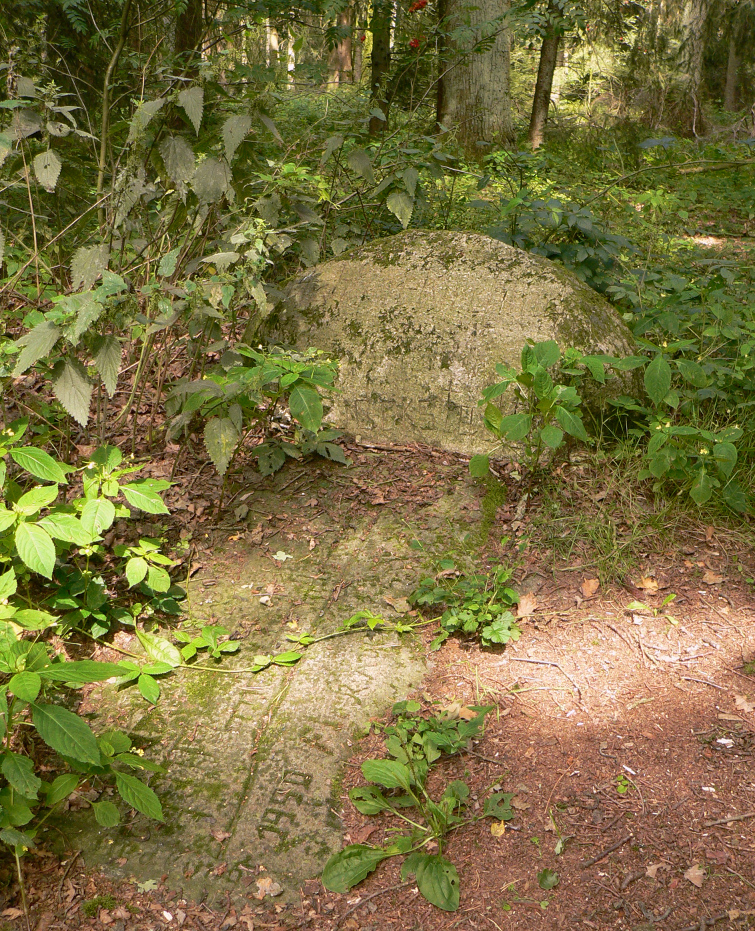
In neuerer Zeit beschriftete Steine